# پروتئوس (ایزد)
پروتئوس (به یونانی: Πρωτεύς) در اساطیر یونانی ایزد دریا و رودخانه‌ها، پسر پوزئیدون یا اوکئانوس بود. پروتئوس یکی از چندین ایزدی بود که هومر آنان را «پیران دریا» نامید. پروتئوس در جزیره فاروس در نزدیکی مصر از گله سیل‌های پوزئیدون مراقبت می‌نمود. برخی قلمروی خاصی را به او نسبت داده و وی را خدای «دریای مدام در تغییر» نام نهاده‌اند که تغییرات پیوستهٔ طبیعت دریا یا به طور کلی کیفیت مایع گونهٔ آب را نشان می‌دهد. او می‌تواند آینده را پیشگویی کند اما در افسانه‌های وارد شده در فرهنگ‌های گوناگون، تغییر شکل می‌دهد تا از این کار اجتناب کند اما در انتها با وجود تمام مقاومت‌ها، به شکل واقعی خود یعنی یک پیرمرد درآمده و پیشگویی را می‌گوید.
پروتئوس تنها به کسانی پاسخ می‌دهد که بتوانند او را به دام بیندازند. واژهٔ پروتئوس در لغت از صفت protean می‌آید که به معنای کلی «ناپایدار»، «متحرک» و «تغییریابنده به شکل‌های گوناگون» است. واژهٔ protean به طور مثبت، با انعطاف، تغییرپذیری و تطبیق پذیری دلالت ضمنی دارد. فرم تصدیق شدهٔ اولیهٔ نام پروتئوس، واژهٔ یونانی موکنایی 𐀡𐀫𐀳𐀄 po-ro-te-u است که به صورت نگارش هجایی خطی بی نوشته می‌شود.
در داستان‌ها و افسانه‌ها گفته شده که پروتئوس ایزدی از شهر ورونا هست و یک قدیس برای این شهر بوده و هست.